# Emergence (série télévisée)
Emergence ou Émergence au Québec, est une série télévisée dramatique américaine en treize épisodes de 45 minutes créée par Michele Fazekas et Tara Butters, et diffusée entre le 24 septembre 2019 et le 28 janvier 2020 sur le réseau ABC et en simultané sur le réseau CTV au Canada.
En France, la série est diffusée depuis le 12 février 2020 sur TF1[réf. souhaitée], et au Québec depuis le 12 avril 2020 sur Vrak. Elle est inédite dans les autres pays francophones.

## Synopsis
La série est centrée sur Jo Evans, cheffe de la police locale de Peconic Bay sur l'île de Long Island, qui prend en charge une fillette amnésique retrouvée près d'une plage où un mystérieux accident d'avion s'est produit. Elle se met à la recherche de ses parents mais peu à peu elle se rend compte qu'elle n'est pas une petite fille comme les autres.

## Distribution

### Acteurs principaux
- Allison Tolman (VF : Véronique Desmadryl) : Joanna « Jo » Evans
- Alexa Swinton (VF : Élisa Bardeau) : Piper
- Owain Yeoman (VF : Thibault Belfodil) : Benny Gallagher
- Ashley Aufderheide (VF : Garance Pauwels) : Mia Evans, fille de Jo
- Robert Bailey Jr. (en) (VF : Jonathan Amram) : Chris Minetto
- Zabryna Guevara (VF : Marie Bouvier) : Dr Abby Fraiser
- Donald Faison (VF : Jean-Baptiste Anoumon) : Alex Evans, ex-mari de Jo
- Clancy Brown (VF : Michel Dodane) : Ed Sawyer, père de Jo

### Acteurs récurrents et invités
- Terry O'Quinn : Richard Kindred
- Maria Dizzia (VF : Claire Guyot) : Emily Cox
- Evangeline Young (VF : Elsa Davoine) : Daphne
- Seth Barrish : Alan Wilkis
- Enver Gjokaj (VF : Thomas Roditi) : Agent Ryan Brooks
- Rowena King (VF : Marjorie Frantz) : Helen / Loretta

Version française
- Société de doublage : Dubbing Brothers
- Mixage : Dubbing Brothers
- Directeur artistique : Hervé Bellon
- Adaptation des dialogues : Jonathan Amram & Philippe Sarrazin

 Source et légende : version française (VF) sur RS Doublage

## Production

### Développement
Le 11 janvier 2019, NBC a passé la commande de l'épisode pilote.
Le pilote a été écrit par Michele Fazekas et Tara Butters, producteur exécutif aux côtés de Paul McGuigan et Robert Atwood.
Le 11 mai 2019, c'est finalement ABC qui commande treize épisodes de la série.
Un jour plus tard il a été annoncé que la diffusion de la série débuterait à l'automne 2019 tous les mardis à 22 h. La série a commencé sa diffusion le 24 septembre 2019.
ABC annule la série le 21 mai 2020.

### Casting
En février 2019, il a été annoncé que Allison Tolman et Alexa Swinton ont été choisies pour jouer les rôles principaux,. Parallèlement à l’annonce de la commande de la série, Owain Yeoman, Donald Faison et Zabryna Guevara rejoignent la distribution dans des rôles principaux,,.
Le 14 mai 2019, ABC dévoile la première bande-annonce officielle de la série.
Le 19 août 2019, il a été annoncé que Terry O'Quinn a décroché le rôle récurrent de Richard Kindred à partir du 3e épisode.

## Épisodes
1. Enfant non identifiée (Pilot)
2. Réminiscences (Camera Wheelbarrow Tiger Pillow)
3. Premier contact (2 MG CU BID)
4. Les Origines de Piper (No Outlet)
5. David contre Goliath (RDZ9021)
6. Méfiez-vous des apparences (Mile Marker 14)
7. Erreur fatale (Fatal Exception)
8. Sur les traces du passé (American Chestnut)
9. Le Monde qui est le tien (Where You Belong)
10. À la recherche de Piper (15 Years)
11. Au-delà du programme (Applied Sciences)
12. Le Sacrifice - Partie 1 (Killshot Pt. 1)
13. Le Sacrifice - Partie 2 (Killshot Pt. 2)